# Pelmatozous
Els pelmatozous (Pelmatozoa, gr. pélma -atos, ‘planta del peu’, i zỗon, ‘animal') són un antic subfílum d'equinoderms, ara considerat parafilètic i en desús. Comprenia animals marins sèssils o pedunculats que no es desplacen o ho fan de manera molt limitada; presenten un peduncle, almenys en estat larvari, amb la boca situada en el mateix costat que l'anus. El concepte de pelmatozou s'oposava al del subfílum eleuterozous, equinoderms que sí es desplacen lliurament.
Incloïa una sola classe amb representants vius, els crinoïdeus (Crinoidea), coneguts vulgarment com a lliris de mar, que representen els equinoderms més primitius. Comprèn unes 650 espècies vivents.

## Taxonomia
El subfílum dels pelmatozous es dividia en 8 classes de les quals només una té representants vivents:
- Blastoidea †
- Crinoidea
- Coronata †
- Cystoidea †
- Edrioasteroidea †
- Eocrinoidea †
- Glyptocystida †
- Rhombifera †